# Leucaster caniflorus
Leucaster es un género monotípico de plantas herbáceas de la familia Nyctaginaceae. Su única especie aceptada: Leucaster caniflorus es originaria de Brasil.

## Taxonomía
Leucaster caniflorus fue descrita por Jacques Denis Choisy y publicado en Prodromus Systematis Naturalis Regni Vegetabilis 13(2): 457. 1849.
Sinonimia
- Reichenbachia caniflora Mart.